# Onthophagus salakensis
Onthophagus salakensis är en skalbaggsart som beskrevs av Ochi, Kon och Sri Hartini 2010. Onthophagus salakensis ingår i släktet Onthophagus och familjen bladhorningar. Inga underarter finns listade i Catalogue of Life.